# 歩兵第103連隊
歩兵第103連隊（ほへいだい103れんたい、歩兵第百三聯隊）は、大日本帝国陸軍の連隊の一つ。

## 沿革
1937年（昭和12年）9月1日、日中戦争勃発に伴い臨時編成された第101師団の歩兵連隊の一つとして東京で編成された。第二次上海事変の増援軍として上海戦線に赴いたのち、武漢作戦、南昌作戦などに参加した。1939年（昭和14年）中に復員し、翌年の1940年（昭和15年）2月25日に廃止となった。

## 歴代連隊長
| 代 | 氏名     | 在任期間    | 出身校・期 | 備考          |
| -- | -------- | ----------- | ---------- | ------------- |
| 1  | 谷川幸造 | 1937.9.1 -  | 陸士21期   |               |
| 2  | 松井貫一 | 1938.3.1 -  | 陸士23期   |               |
| 3  | 清水正雄 | 1939.5.19 - | 陸士21期   | 1940.2.25復員 |